# Amerikai Szamoa az 1994. évi téli olimpiai játékokon
Amerikai Szamoa a norvégiai Lillehammerben megrendezett 1994. évi téli olimpiai játékok egyik részt vevő nemzete volt. Az országot az olimpián 1 sportágban 2 sportoló képviselte, akik érmet nem szereztek. Amerikai Szamoa először vett részt a téli olimpiai játékokon.

## Bob
| Versenyző                     | Versenyszám | 1. futam | 1. futam | 2. futam | 2. futam | 3. futam | 3. futam | 4. futam | 4. futam | Összesítés | Összesítés |
| Versenyző                     | Versenyszám | Idő      | Hely.    | Idő      | Hely.    | Idő      | Hely.    | Idő      | Hely.    | Idő        | Helyezés   |
| ----------------------------- | ----------- | -------- | -------- | -------- | -------- | -------- | -------- | -------- | -------- | ---------- | ---------- |
| Faauuga Muagututia Brad Kiltz | Kettes      | 55,57    | 42.      | 55,25    | 41.      | 55,06    | 37.      | 55,16    | 38.      | 3:41,04    | 39.        |